# Tyler Blackburn

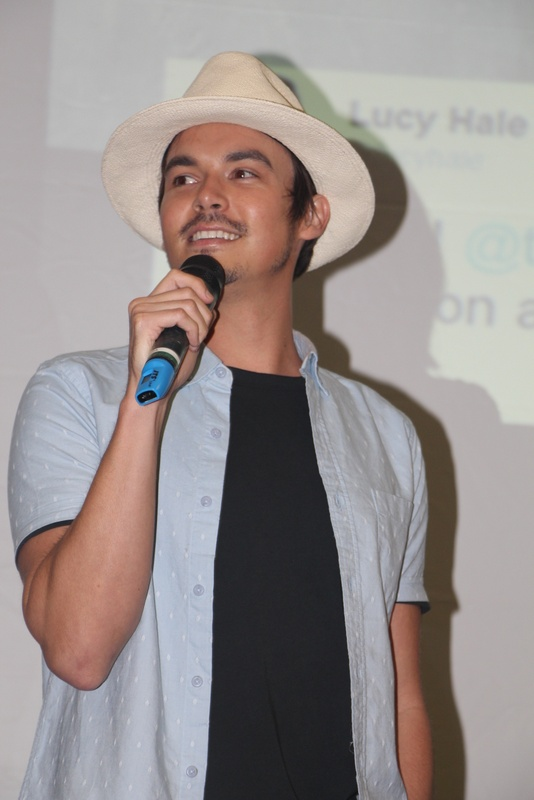
Tyler Blackburn (2016)

Tyler Jordon Blackburn (* 12. Oktober 1986 in Burbank, Kalifornien) ist ein US-amerikanischer Schauspieler, Sänger und Model, der unter anderem durch seine Rolle als Jesse Pratt in Peach Plum Pear und als Caleb Rivers in den bei ABC Family ausgestrahlten Serien Pretty Little Liars und Ravenswood bekannt wurde.

## Leben
Blackburn ist deutscher, walisischer, tschechischer, schwedischer und cherokeesischer Abstammung.
Im Jahre 2002 begann er seine Schauspielkarriere in der Serie Unfabulous auf dem Sender Nickelodeon. Im selben Jahr bekam er die Rolle als Lehrer bei The Doers of Coming Deeds. 2007 erschien er bei Cold Case – Kein Opfer ist je vergessen und im von Josh Schwartz gemachten Film Rockville, CA. Im Jahr 2008 folgte eine Minirolle in dem Film Next of Kin. 2010 folgten Rollen in Zeit der Sehnsucht, Gigantic und Peach Plum Pear. 2011 übernahm Blackburn eine wiederkehrende Rolle als Caleb Rivers in der Jugendserie Pretty Little Liars, die mit dem Beginn der dritten Staffel bis zum Ende der Serie zu einer Hauptrolle ausgebaut wurde. Diese Rolle übernahm er von 2013 bis 2014 auch im Spin-off Ravenswood.
Unter anderem spielte Tyler Blackburn den Pete in der sechs-Episoden Serie Wendy, einem Projekt von Alloy Entertainment. So sang Blackburn einen Song, welcher am 15. August 2011 veröffentlicht wurde. Er nahm einen weiteren Song für die ABC-Family-Fernsehserie The Secret Life of the American Teenager auf. Im Jahre 2012 spielte er die Hauptrolle im Film Hiding, neben Ana Villafañe, Jeremy Sumpter, Dean Armstrong und Dan Payne.

## Filmografie (Auswahl)

### Filme
- 2006: The Doers of Coming Deeds (Kurzfilm)
- 2008: Next of Kin
- 2010: Peach Plum Pear
- 2012: Hiding
- 2016: Love Is Love?
- 2017: Hello Again

### Serien
- 2005: Unfabulous (Episoden 2x14–2x15)
- 2009: Cold Case – Kein Opfer ist je vergessen (Cold Case, Episode 6x15)
- 2009: Rockville, CA (Episode 1x04)
- 2010: Zeit der Sehnsucht (Days of Our Lives, 17 Episoden)
- 2010: Gigantic (Episode 1x10)
- 2011: Wendy (Webserie, 9 Episoden)
- 2011–2017: Pretty Little Liars (101 Episoden)
- 2013–2014: Ravenswood (10 Episoden)
- 2019–2022: Roswell, New Mexico (Fernsehserie)
- 2019: Charmed (Episode 1x17)